# Jessica Liedberg
Jessica Martina Liedberg (født 7. oktober 1969 i Göteborg) er en svensk skuespillerinde. Hun studerede ved Teaterhögskolan i Stockholm i perioden 1989 til 1992.

## Privatliv
Hun har siden 1998 været samboende med skuespilleren Gustaf Hammarsten. Sammen har de tre børn, deriblandt Ella Hammarsten Liedberg (født 2004), der er gået i sine forældres fodspor.

## Udvalgt filmografi
- Vi ses i Krakow (kortfilm, 1992)
- Happy Days (kortfilm, 1995)
- Tillsammans (2000)
- Rederiet (tv-serie, 2001-2002)
- Bryllupsfotografen (2009)
- Wallander (tv-serie, 2010)
- Solsidan (tv-serie, 2011)
- Kontoret (tv-serie, 2012)
- Skumringstimen (2013)
- Tykkere end vand (tv-serie, 2014)
- Min kamp (tv-film, 2016)
- Beck (tv-serie, 2016)
- Maria Wern (tv-serie, 2016)
- Mord i Skærgården (tv-serie, 2018)
- Greyzone (tv-serie, 2018)
- Get ready with me (kortfilm, 2019)
- Helt perfekt (tv-serie, 2019)
- Natrytterne (tv-serie, 2022)
- Tillsammans 99 (2023)
- Genombrottet (tv-serie, 2025)